# رابرت وهه
رابرت وهه (انگلیسی: Robert Vehe؛ زادهٔ ۲۰ اوت ۱۹۵۳) دوچرخه‌سوار اهل ایالات متحده آمریکا است. وی در بازی‌های المپیک تابستانی ۱۹۷۶ شرکت کرده است.